# Feodora zu Hohenlohe-Langenburg

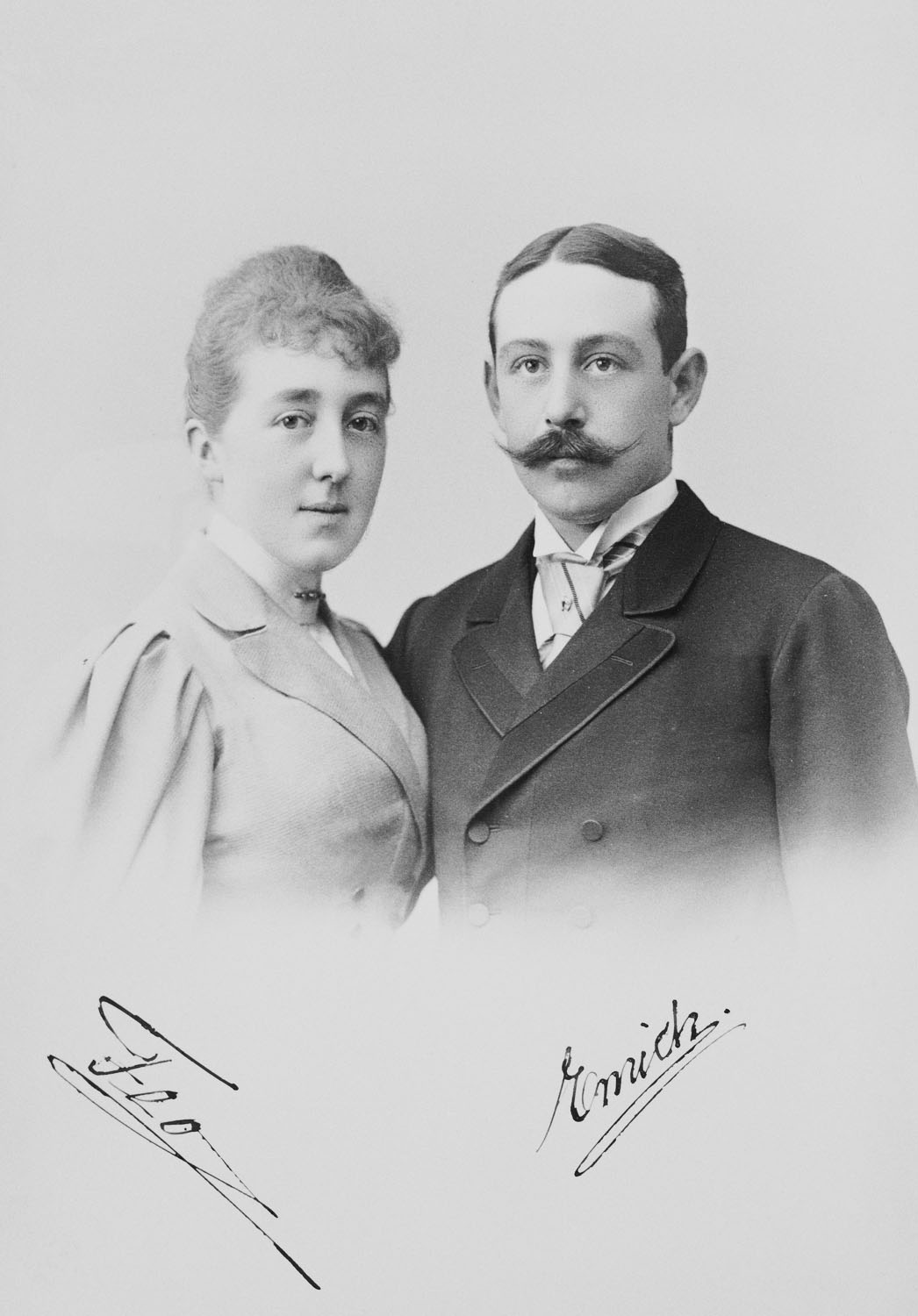
Feodora zu Hohenlohe-Langenburg en Emich zu Leiningen omstreeks 1894

Feodora Victoria Alberta zu Hohenlohe-Langenburg (Langenburg in Württemberg, 23 juli 1866 – Waldleiningen, Duitsland, 1 november 1932), prinses van Hohenlohe-Langenburg, was een dochter van Hermann zu Hohenlohe-Langenburg en diens echtgenote, prinses Leopoldine van Baden, een kleindochter van groothertog Karel Frederik van Baden.

## Huwelijk en gezin
Ze trouwde op 12 juli 1894 te Langenburg met Emich zu Leiningen (1866-1939), de vijfde vorst van Leiningen. Hij was de zoon Ernst Leopold zu Leiningen en diens echtgenote, prinses Marie van Baden, een kleindochter van grootvorst Karel Frederik van Baden. Feodora en Emich kregen vijf kinderen:
- Victoria Marie Leopoldine Elise Sophie (1895-1973)
- Emich Ernst Hermann Heinrich Maximilian (1896-1918), gestorven in de Eerste Wereldoorlog
- Friedrich Karl Eduard Erwin (1898-1946), vijfde vorst van Leiningen
- Hermann Viktor Maximilian (1901-1971)
- Hesso Leopold Heinrich (1903-1967)

Ze stierf in 1932 op 66-jarige leeftijd te Waldleiningen.